# Мокко

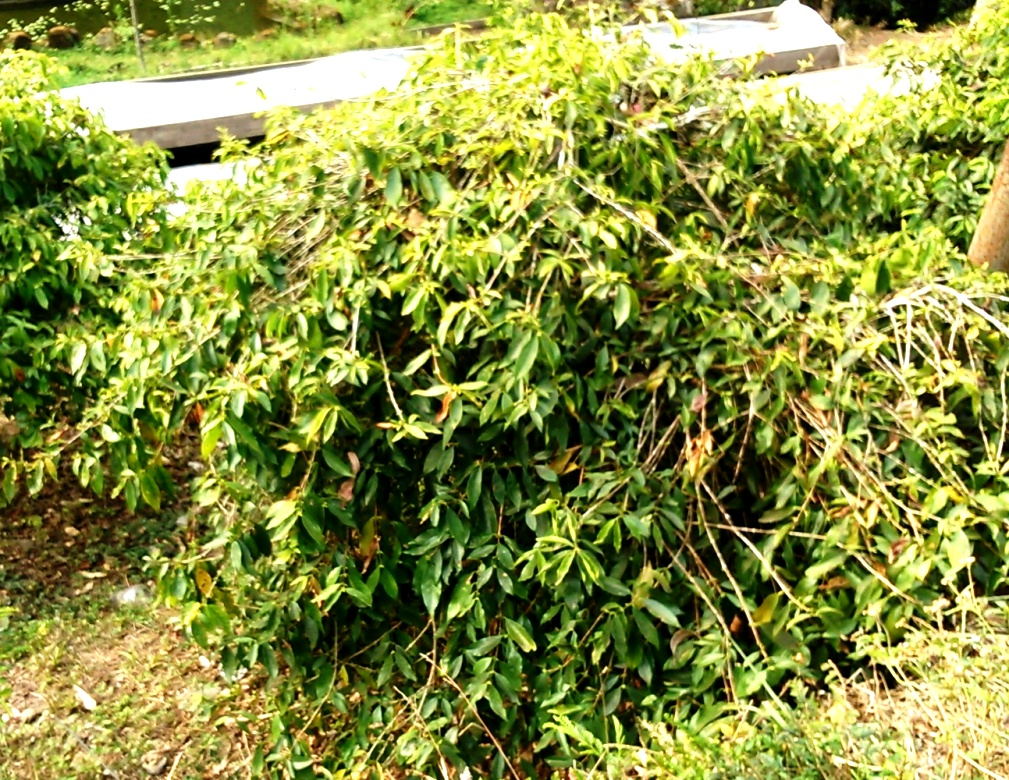
Кофейное дерево мокко

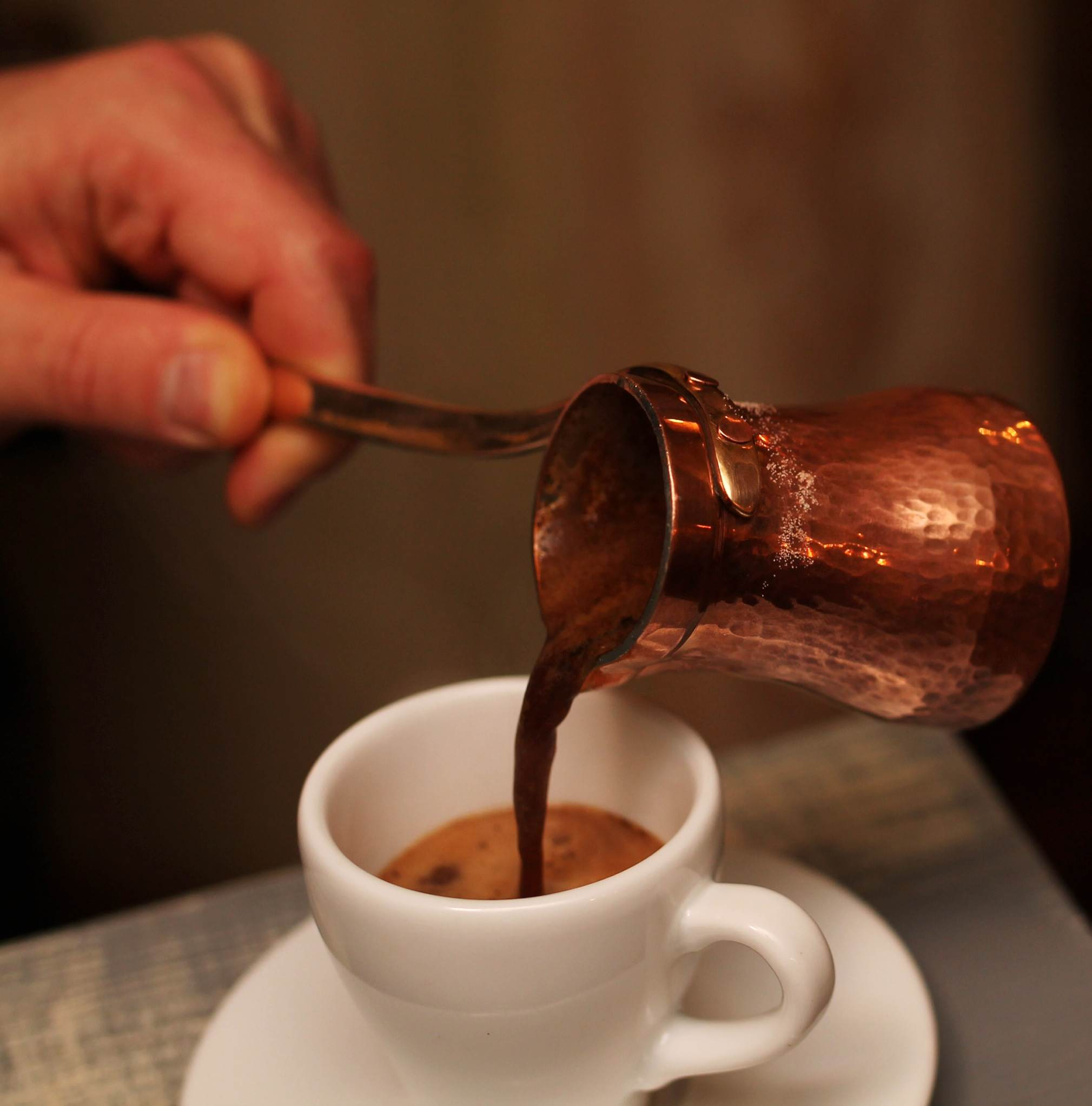
Мокко. Молотая медная турка с льющимся турецким кофе

Мо́кко — сорт кофе вида арабика, названный по портовому городу Моха в Йемене.

## История
Предания, записанные в 1763 году, связывают расцвет города Моха с именем шейха Шадди и говорят, что именно при нём было осуществлено массовое расширение посадок кофейных деревьев. Вскоре в Мохе стали успешно торговать новым товаром, и небольшое селение выросло в процветающий крупный торговый город. В Европе его название стало известно как Мокко и им же назвали сорт кофе. В результате окончательного приобретения статуса «Кофейной» провинции, даже горы вокруг Мохи, сплошь покрытые кофейными плантациями, расположенными террасами на склонах, называли «кофейными».
Когда шейх Шадди умер, над его могилой возвели мечеть, а имя стали поминать в утренних молитвах как имя патрона города, покровителя арабских кофеен, вразумившего род людской пить кофе и покупать кофейные зёрна.
В 1633 году, после антиосманского восстания, было создано йеменское независимое государство (имамат). Наступил короткий период относительного спокойствия и более активного экономического развития. Йемен установил прямые торговые связи с некоторыми странами Европы, куда начал поставлять свой кофе Мокко. Именно в этот период наступил расцвет порта как главного кофейного торгового центра.
До середины XVII века турецкие и египетские купцы приезжали в Йемен и получали лучшие зерна. Они покупали урожай прямо на деревьях, обеспечивали его сбор и обработку семян. Кофе готовили сухим методом, то есть высушивали на солнце.
Процветание йеменской кофейной торговли было во многом обусловлено монопольным производством товара, популярность которого в Европе стремительно росла. Кофе повторил судьбу большинства тропических пряностей, знаменитых прежде всего своими богатыми вкусоароматическими качествами.
Арабы чрезвычайно гордились новым напитком и держали в тайне секрет его приготовления. Они запретили вывозить из страны зёрна, если они не высушены. Эта мера была направлена на то, чтобы ни одно зерно, способное дать росток, не попало в руки чужестранцев, которым запрещалось посещать кофейные плантации.
Около 1650 года мусульманскому пилигриму по имени Баба Будан, удалось заполучить семь зелёных кофейных зёрен и тайно вывезти в район Чикмагалхур в южной Индии. Из этих семян выросли отличные кофейные деревья, положившие начало получению кофе в этой стране.
Около 1690 года голландцы заполучили семена в Индии и к концу века основали кофейные плантации на островах Ява и Суматра. Через несколько лет они превратились в главного поставщика кофе в Европу, прежде всего, благодаря усилиям голландской Ост-Индийской компании, а порт Амстердам стал одним из важнейших центров мировой кофейной торговли.
С этого момента начинается быстрый упадок йеменской кофейной торговли, поставки для которой всегда осуществлялись двумя маршрутами: северным караванно-морским и южным морским. В первом случае приобретённый на рынке в Бет-эль-Факихе кофе доставлялся на верблюдах на побережье Красного моря и по нему в Джидду, а затем в Сиуэц, откуда опять на верблюдах в Египет. Морской маршрут проходил в южном направлении до порта Моха, а из него — вокруг Африки в Европу.
Кроме того, однокоренным словом моккачино обозначают способ приготовления кофе капучино, в котором одну часть составляет эспрессо, а две трети — кипячёное молоко с добавлением какао-порошка либо горячего шоколада.

## В искусстве
Жюль Верн упоминает кофе мокко в 12 гл. романа Пять недель на воздушном шаре (1863).
Вольтер в книге «Кандид, или Оптимизм» (1758)  в последней 30-й главе упоминает моккский кофе: «Сказав это, он предложил чужеземцам войти в его дом; две его дочери и два сына поднесли им несколько сортов домашнего шербета, каймак, приправленный лимонной коркой, варенной в сахаре, апельсины, лимоны, ананасы, финики, фисташки, моккский кофе, который не был смешан с плохим кофе из Батавии и с Американских островов. Потом дочери этого доброго мусульманина надушили Кандиду, Панглосу и Мартену бороды.»